# Gelemso
Gelemso – miasto w Etiopii, w regionie Oromia.